# أليكس ديفيز
أليكس ديفيز (23 أغسطس 1994 في المملكة المتحدة - ) (بالإنجليزية: Alex Davies) هو لاعب كريكت بريطاني. لعب مع نادي مقاطعة لانكشر للكريكت ‏.

## وصلات خارجية
- أليكس ديفيز على موقع إي آس بي آن كريك إنفو (الإنجليزية)